# Dulcídio do Espírito Santo Cardoso
Dulcídio do Espírito Santo Cardoso (Lapa— Paraná, 5 de novembro de 1896 — Rio de Janeiro, 14 de fevereiro de 1978) foi um militar e político brasileiro. Foi secretário de Segurança Pública entre 1937 e 1938, como major, como prefeito do então Distrito Federal entre 1952 e 1954, como coronel, de 1950 a 1954.

## Biografia
Filho do general-de-brigada Augusto Inácio do Espírito Santo Cardoso e de Ana Fernandes Cardoso e irmão do também general Ciro do Espírito Santo Cardoso. Era primo-tio do presidente Fernando Henrique Cardoso.
Em 1915 matriculou-se na Escola Militar de Realengo, de onde saiu em 1918 como aspirante-a-oficial da arma de cavalaria. Em 1924 começou a cumprir 14 meses de prisão, por conta de sua participação na Revolução de 1924. Em maio de 1933 assumiu a direção do Departamento Geral de Educação, vinculado ao Ministério de Educação e Saúde. A convite de Getúlio Vargas, assumiu a Secretaria de Segurança Pública do Estado de São Paulo, em 1937. Foi vice-presidente do PTB, e secretário-geral do interior do prefeito João Carlos Vital, a quem substituiu em 12 de dezembro de 1952.
Em sua gestão, aprovou a ligação das ruas Barata Ribeiro e Raul Pompéia, através do túnel, chamado Sá Freire Alvim, aberto sob o Morro do Cantagalo, começaram as obras do Aterro do Flamengo, que criaram vias expressas ligando o Centro à Copacabana, o Túnel do Pasmado, dentre outros projetos.
Criou também uma comissão para as favelas, a qual decide não mais fazer remoções sem ter lugar alternativo para abrigar as famílias e ao mesmo tempo decide reforçar a vigilância, primeiro contra novas construções nas favelas já existentes e, logo depois contra o surgimento de favelas novas. As favelas, no entanto, continuaram crescendo.
Em 24 de outubro de 1951, foi condecorado com a comenda da Ordem do Mérito Aeronáutico.
Participou também ativamente da vida social do Estado do Rio. Chegou a comandar uma comissão julgadora do baile de fantasia do Teatro Municipal, em 1954. 
Após o suicídio de Vargas, entregou seu cargo ao presidente Café Filho, que nomeou Alim Pedro para substituí-lo, em 4 de setembro de 1954. Em agosto de 1958 foi nomeado general-de-brigada.

## Vida Pessoal
Em 1952 e 1953, teve um caso amoroso com a famosa cantora portuguesa Ester de Abreu, que mereceu fortes reportagens na imprensa e em revistas especializadas. Ficaram até noivos, porém, durou apenas dois anos. Dulcídio também foi casado com Hortência Barreto Cardoso, com quem teve dois filhos, e em segundas núpcias com Maria Beatriz Shalomon do Espírito Santo Cardoso. 

## Morte
Dulcídio faleceu no Rio de Janeiro no dia 14 de fevereiro de 1978 aos 81 anos de idade.